# U-Bahnhof Steinfurther Allee
Der U-Bahnhof Steinfurther Allee ist eine Haltestelle der U-Bahn-Linie U2 im Hamburger Stadtteil Billstedt im Bezirk Hamburg-Mitte. Das Kürzel der Station bei der Betreiber-Gesellschaft Hamburger Hochbahn lautet „SF“. Der U-Bahnhof hat täglich 13.891 Ein- und Aussteiger (Mo–Fr, 2019).

## Geschichte

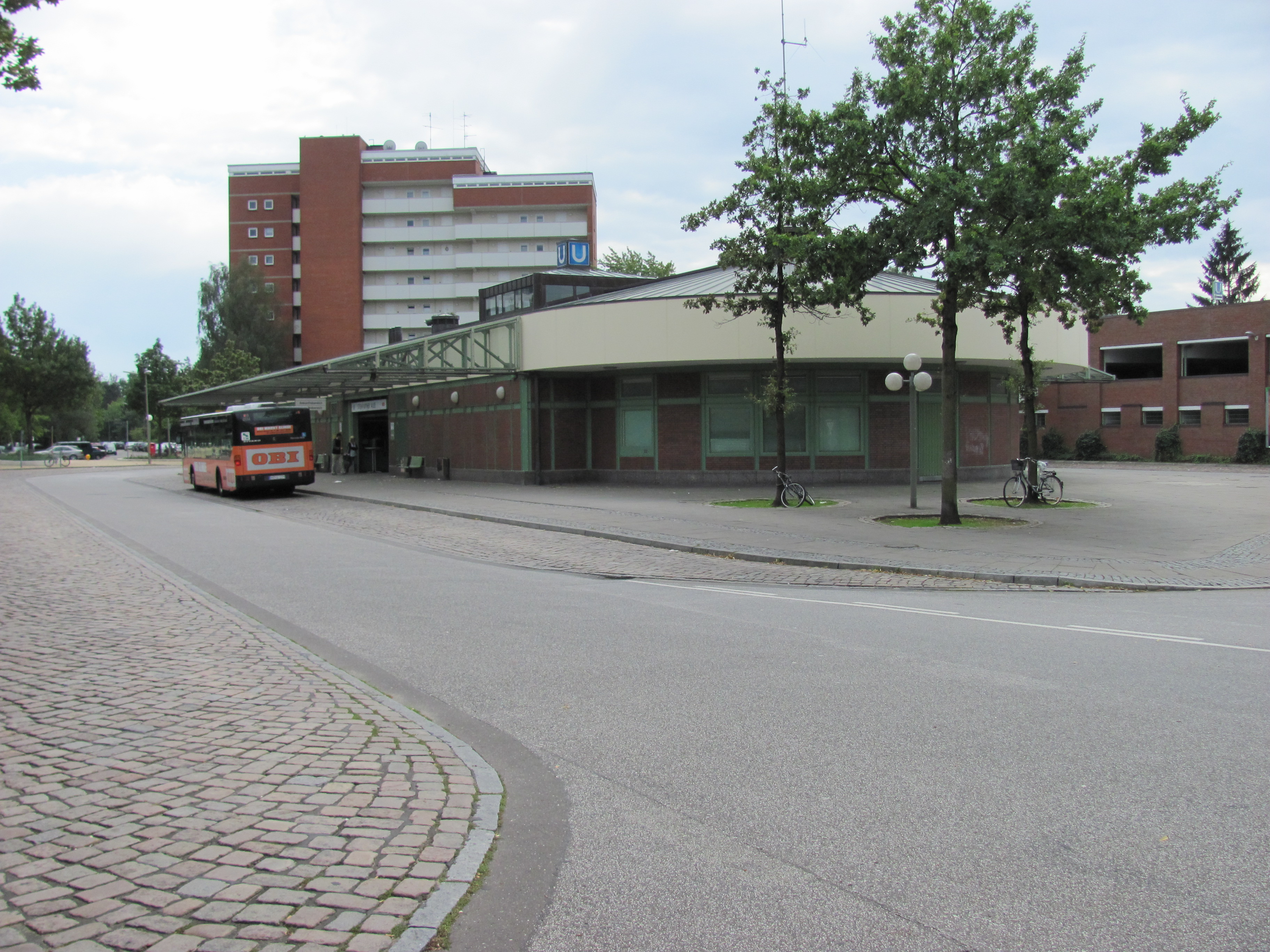
Zugangsgebäude in der Mitte der Busanlage

Bereits in den 1960er Jahren gab es Planungen für einen U-Bahnhof an dieser Stelle, um die Umgebung des Rantumer Wegs zu erschließen. Mit der Aufgabe der Planungen der U-Bahn in Richtung Glinde 1974 wurde dies zunächst nicht weiterverfolgt. Im Zuge der Verlängerung der Linie U3 nach Mümmelmannsberg begann ab 1987 der Bau des Bahnhofs. Der U-Bahnhof Steinfurther Allee wurde mit dieser Streckenverlängerung am 29. September 1990 eröffnet. Seit dem Linientausch 2009 verkehrt auf diesem Streckenast die Linie U2.
Der U-Bahnhof ist barrierefrei erreichbar.

## Aufbau

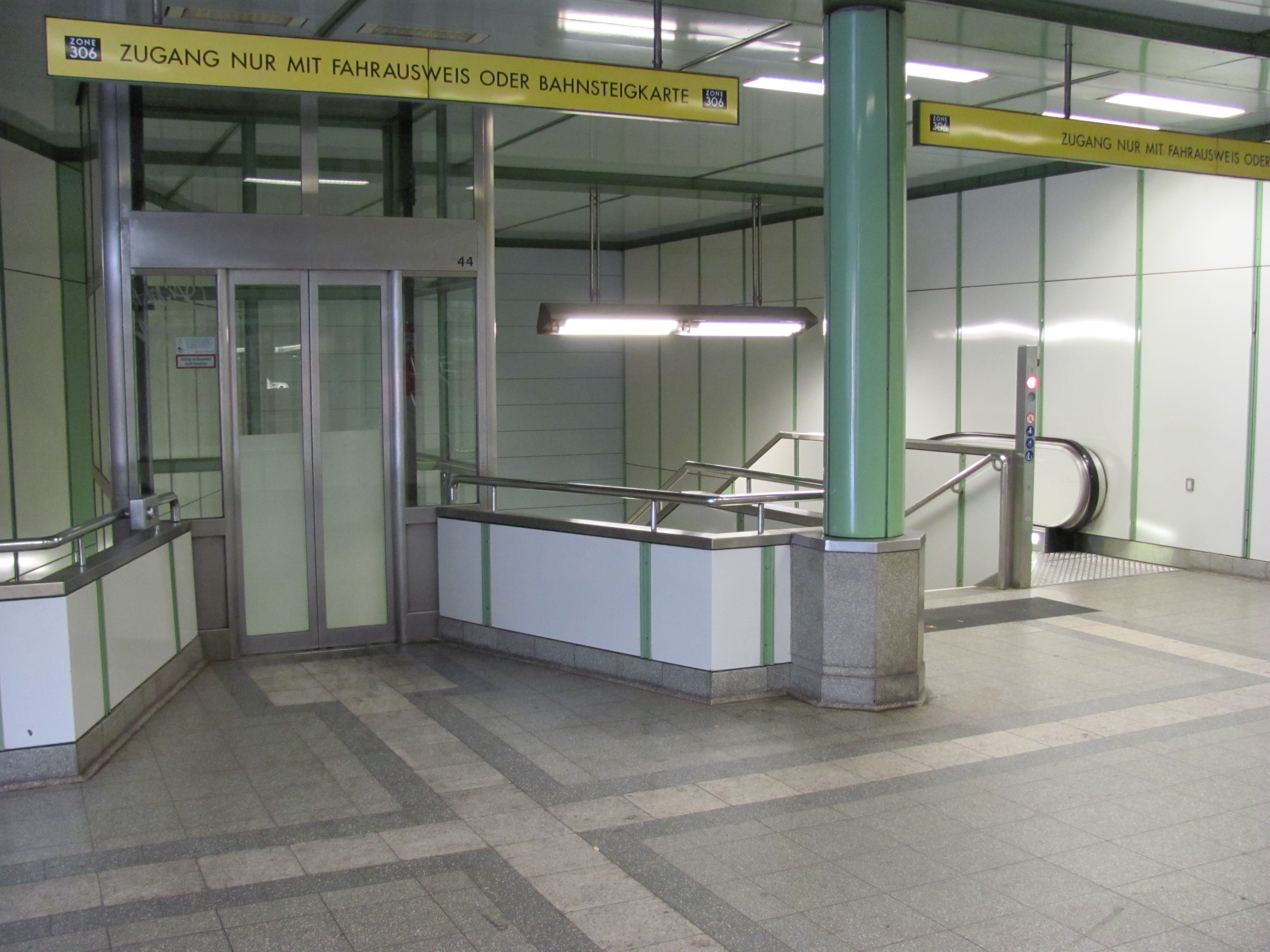
Barrierefreier Zugang

Die Tunnelhaltestelle verfügt über Seitenbahnsteige, die ein wenig versetzt angeordnet wurden. Die Zugänge sind winklig gegenüber der Bahnstrecke versetzt, was sich auch in der Gestaltung der Fliesen widerspiegelt, die sich an der Lage der Zugänge und des oberirdischen Zugangsgebäudes orientieren. Das Gebäude dient zugleich als Busbahnhof, über den die östlichen Vororte Hamburgs angebunden werden.
Darüber hinaus ist das Bauwerk als Mehrzweckgebäude für den Zivilschutz konstruiert. Im Krisenfall finden hier 1200 Menschen Schutz, die Streckentunnel und alle Zugänge können durch Sperrtore verschlossen werden.